# Wiener Kongress
Der Wiener Kongress, der vom 18. September 1814 bis zum 9. Juni 1815 stattfand, ordnete nach der Niederlage Napoleon Bonapartes in den Koalitionskriegen Europa neu. Nachdem sich die politische Landkarte des Kontinentes als Nachwirkung der Französischen Revolution erheblich verändert hatte, legte der Kongress wiederum zahlreiche Grenzen neu fest und schuf neue Staaten.
Unter der Leitung des österreichischen Außenministers Fürst Klemens von Metternich berieten politisch bevollmächtigte Vertreter aus rund 200 europäischen Staaten, Herrschaften, Körperschaften und Städten, darunter alle bedeutenden Mächte Europas mit Ausnahme des Osmanischen Reiches. Die führende Rolle in den Friedensverhandlungen, die ein ausgeglichenes Kräfteverhältnis anstrebten, spielten Russland, das Vereinigte Königreich, Österreich und Preußen sowie das wiederhergestellte Königreich Frankreich und der Kirchenstaat. Die deutschen Fragen wurden angesichts ihrer Komplexität und ihres Umfangs getrennt von den übrigen europäischen Angelegenheiten beraten.

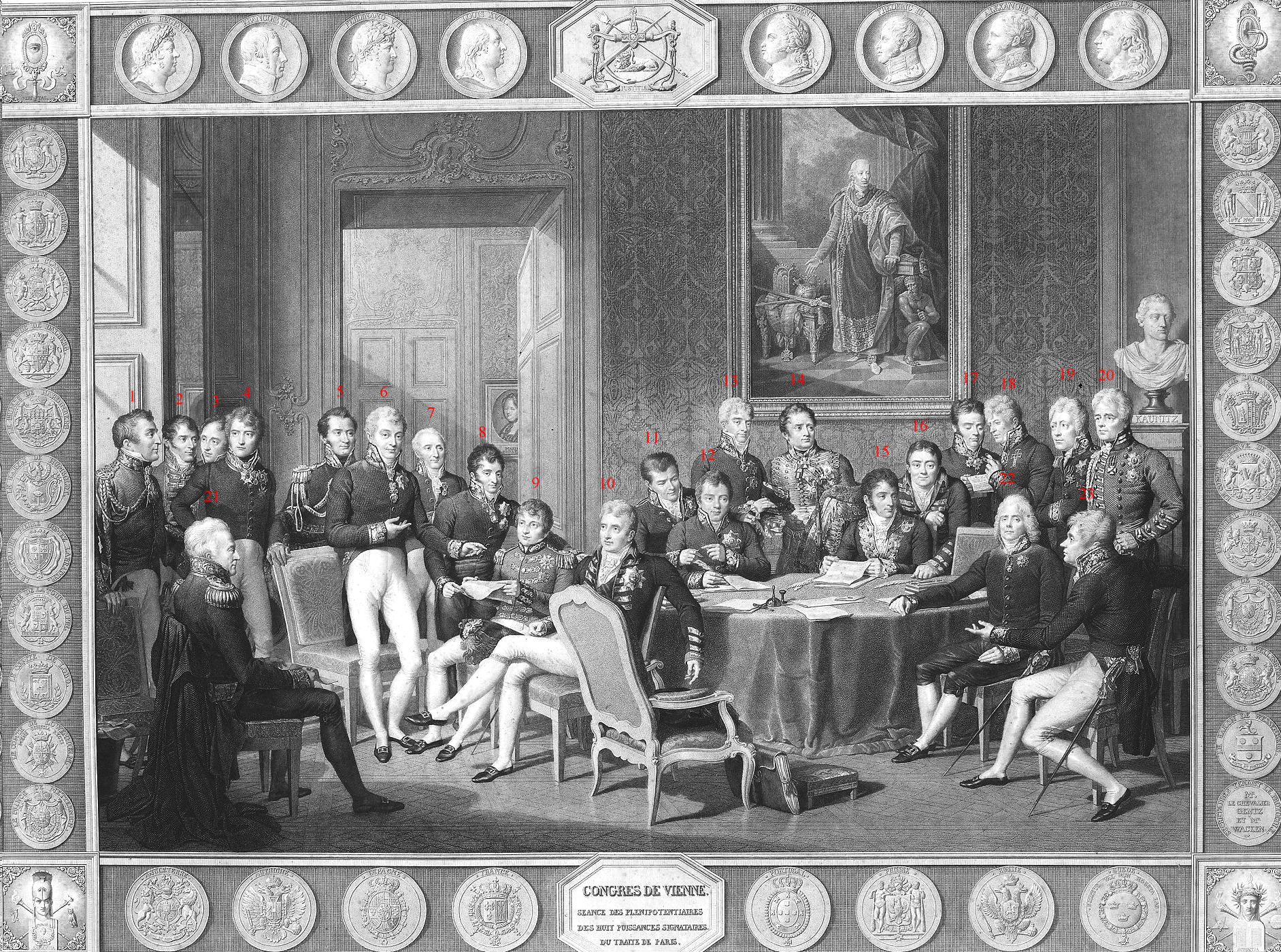
Delegierte des Wiener Kongresses in einem zeitgenössischen Kupferstich von Jean Godefroy nach dem Gemälde von Jean-Baptiste Isabey
1 Arthur Wellesley, 1. Duke of Wellington, 2 Joaquim Lobo da Silveira, 3 António de Saldanha da Gama, 4 Carl Axel Löwenhielm, 5 Paul-François de Noailles, 6 Klemens Wenzel Lothar von Metternich, 7 Frédéric-Séraphin de La Tour du Pin Gouvernet, 8 Karl Robert von Nesselrode, 9 Pedro de Sousa Holstein, 10 Robert Stewart, 2. Marquess of Londonderry, 11 Emmerich Joseph von Dalberg, 12 Johann von Wessenberg, 13 Andrei Kirillowitsch Rasumowski, 14 Charles Vane, 3. Marquess of Londonderry, 15 Pedro Gómez Labrador, 16 Richard Trench, 2nd Earl of Clancarty, 17 Nikolaus von Wacken, 18 Friedrich von Gentz, 19 Wilhelm von Humboldt, 20 William Cathcart, 1. Earl Cathcart, 21 Karl August von Hardenberg, 22 Charles-Maurice de Talleyrand-Périgord, 23 Gustav Ernst von Stackelberg

## Vorgeschichte und Beginn

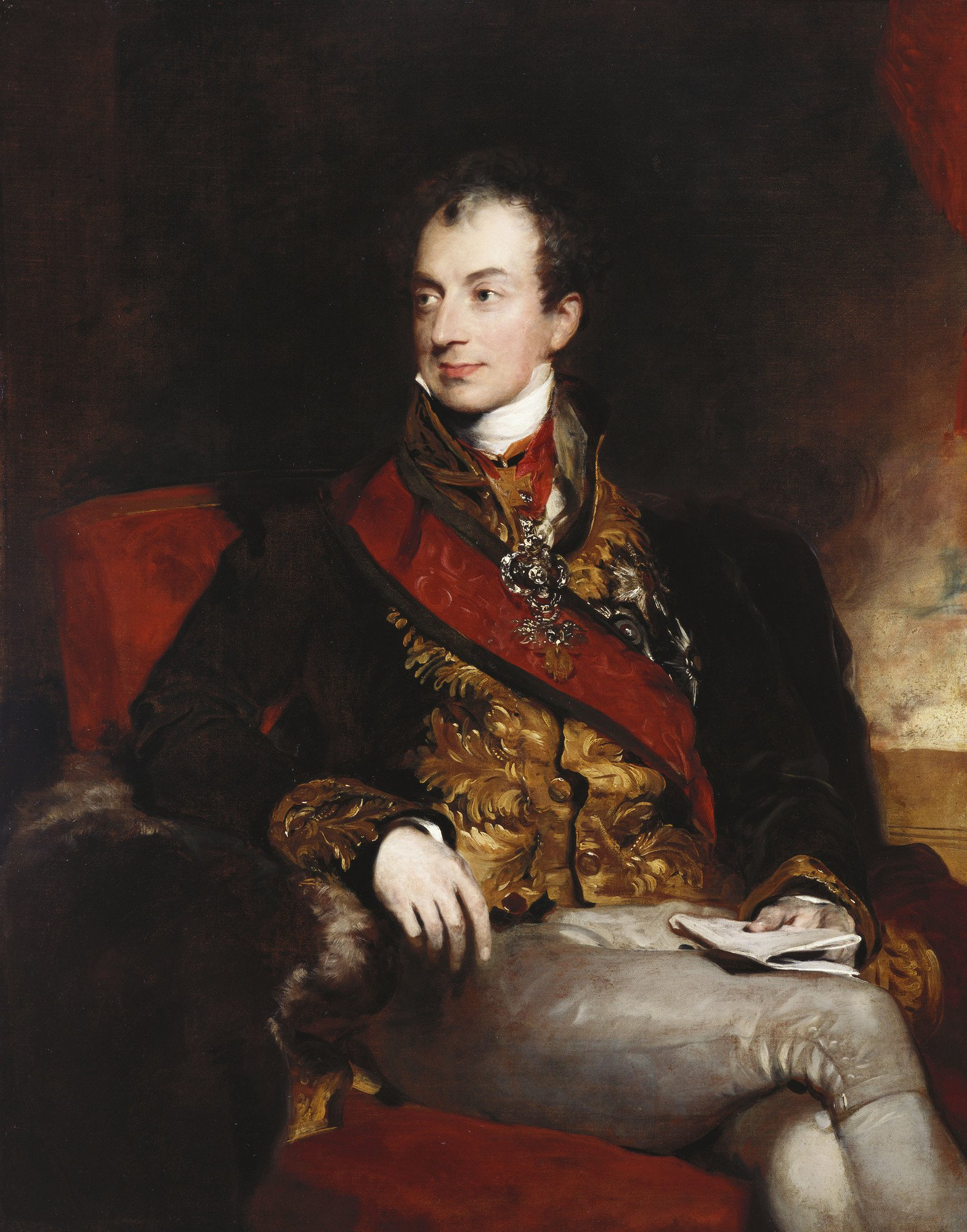
Klemens Wenzel Lothar von Metternich (Porträt von Thomas Lawrence)

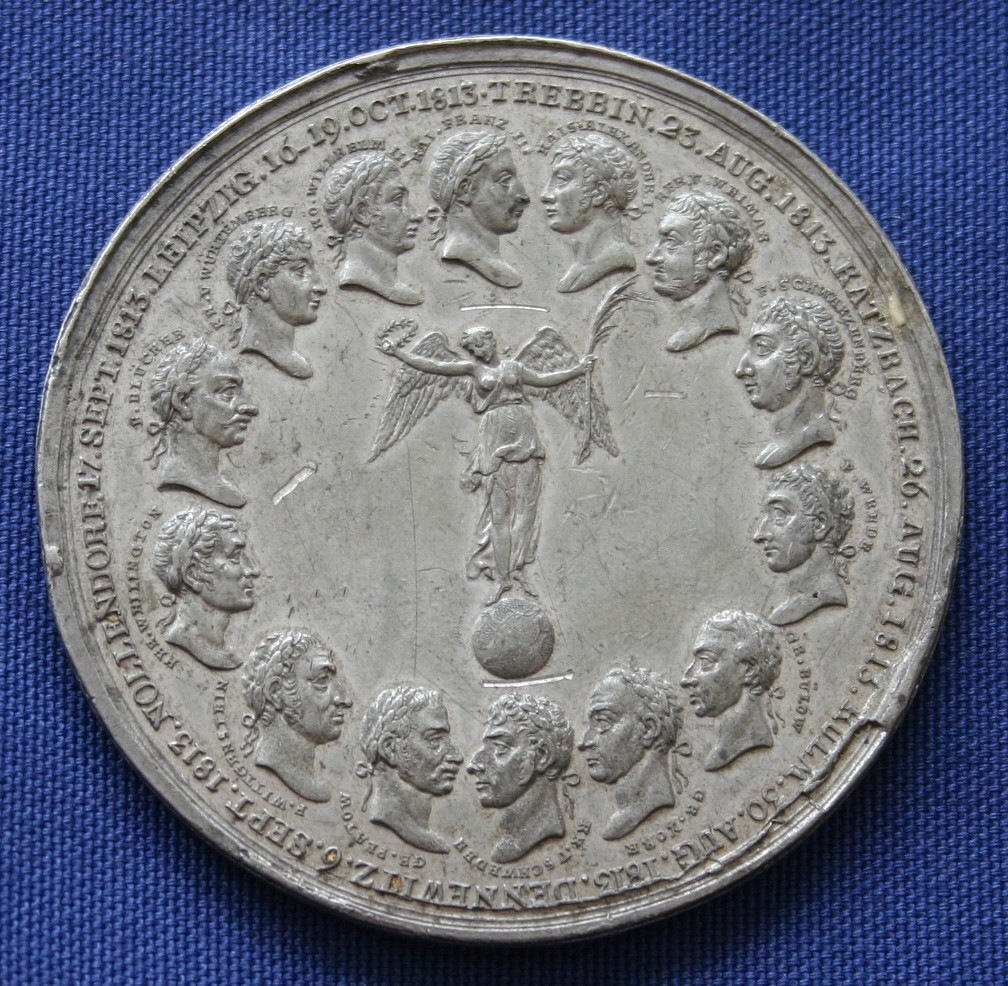
Zinnmedaille 1814 mit den Büsten der beteiligten Monarchen und Feldherren

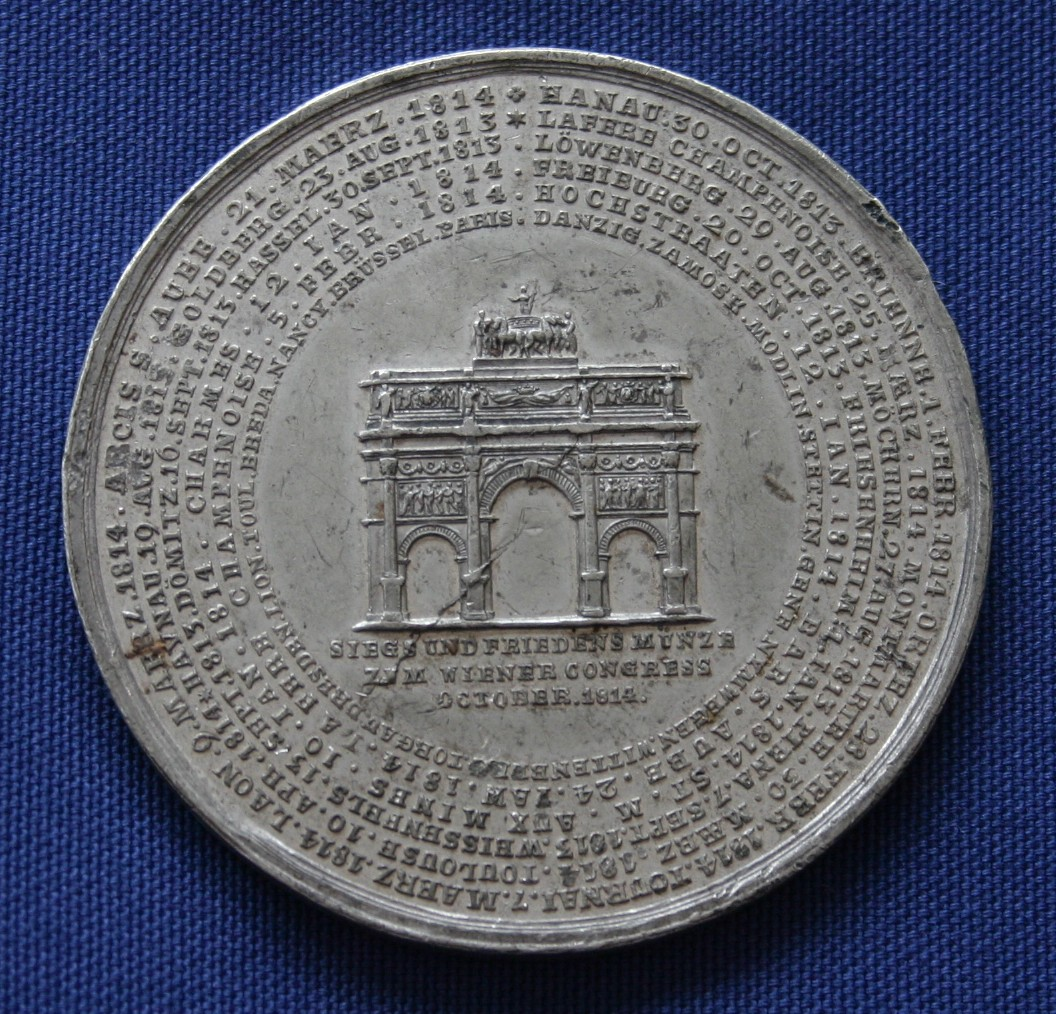
Sechsfache Umschrift mit Angabe der Siege

Nach dem Sturz Napoleons im Frühjahr 1814 beendete der Erste Pariser Frieden den Krieg zwischen den Mächten der Sechsten Koalition und der französischen Regierung, der restaurierten Bourbonenmonarchie unter Ludwig XVIII. Nach Artikel 32 dieses Friedensvertrages sollte in Wien ein Kongress zusammentreten, um eine dauerhafte europäische Nachkriegsordnung zu beschließen. Dazu waren alle am Krieg beteiligten Staaten eingeladen.
Die siegreichen Könige und ihre führenden Minister trafen sich zunächst in London. Im Herbst 1814 begann in Wien der Kongress, zu dem sich Delegationen fast aller Staaten und Mächte Europas einfanden. Von September 1814 bis Juni 1815 wurde Wien und vor allem der Tagungsort, das Außenministerium (später auch die Staatskanzlei) im Palais am Ballhausplatz, der Amtssitz von Metternich, zum politischen Zentrum des Kontinents. Gastgeber war Kaiser Franz I. von Österreich.
Die Gastgeber bemühten sich, den Aufenthalt der Kongressteilnehmer möglichst angenehm zu gestalten. Die Abfolge geselliger Ereignisse, Bälle und sonstiger Vergnügungen veranlasste Charles Joseph Fürst von Ligne in einem Brief an den französischen Staatsmann und Diplomaten Talleyrand vom 1. November 1814 zu der Äußerung:

„Man schreibt mir das Wort zu: ‚Der Kongress tanzt, aber er kommt nicht vorwärts.‘ Es sickert auch nichts durch als der Schweiß dieser tanzenden Herren. Ich glaube auch gesagt zu haben: ‚Dies ist ein Kriegskongress, kein Friedenskongress.‘“

Auch andere Zeitgenossen zeigten sich, obwohl sie die politische Unbeweglichkeit beklagten, von der Prachtentfaltung beeindruckt. Der Generalsekretär der Versammlung Friedrich von Gentz schrieb in einem Brief vom 27. September 1814:

„Die Stadt Wien bietet gegenwärtig einen überraschenden Anblick dar; alles was Europa an erlauchten Persönlichkeiten umfasst ist hier in hervorragender Weise vertreten. Der Kaiser, die Kaiserin und die Großfürstinnen von Rußland, der König von Preußen und mehrere Prinzen seines Hauses, der König von Dänemark, der König und der Kronprinz von Bayern, der König und der Kronprinz von Württemberg, der Herzog und die Prinzen der Fürstenhäuser von Mecklenburg, Sachsen-Weimar, Sachsen-Coburg, Hessen usw., die Hälfte der früheren Reichsfürsten und Reichsgrafen, endlich die Unzahl von Bevollmächtigten der großen und kleinen Mächte von Europa – dies alles erzeugt eine Bewegung und eine solche Verschiedenheit von Bildern und Interessen, dass nur die außerordentliche Epoche, in der wir leben, etwas Ähnliches hervorbringen konnte. Die politischen Angelegenheiten, welche der Hintergrund dieses Bildes sind, haben indessen noch keinen wirklichen Fortschritt gebracht.“

Ob der Kongress bei allen Vergnügungen seine eigentliche Aufgabe – den Rahmen für eine dauerhafte europäische Friedensordnung zu schaffen – vernachlässigte oder nicht, wird bis heute kontrovers diskutiert.
Marschall Blücher charakterisierte die Verhandlungen so:

„Der Kongress gleicht einem Jahrmarkt in einer kleinen Stadt, wo jeder sein Vieh hintreibt, es zu verkaufen und zu vertauschen.“

## Die Verhandlungen

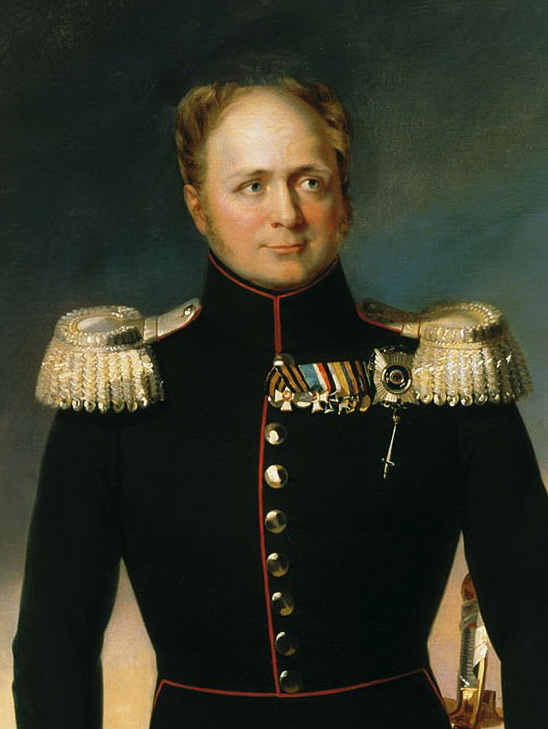
Zar Alexander I. (Gemälde von George Dawe, 1826)

Der Wiener Kongress erarbeitete, dies war eine verhandlungstechnische Neuheit, seine Ergebnisse in Kommissionen. Es gab unter anderem einen Ausschuss für die Deutschen, einen für die europäischen Angelegenheiten, einen für Gebietsfragen, einen für die Flussschifffahrt und einen für den Sklavenhandel. Zu einer formellen Vollversammlung kam es nie, die Ergebnisse wurden meist in bilateralen Verträgen festgehalten. Die Schlussakte des Kongresses (Kongressakte) trägt nur die Unterschriften der acht Hauptmächte Österreich, Spanien, Frankreich, Großbritannien, Portugal, Preußen, Russland und Schweden (in dieser auf Französisch alphabetischen Reihenfolge). Die Deutsche Bundesakte, deren Allgemeine Bestimmungen (Artikel 1 bis 11) in die Kongressakte aufgenommen sind, wurde separat von den Bevollmächtigten der deutschen Staaten unterzeichnet.
Der wichtigste Gegenspieler Metternichs war Zar Alexander I. Daneben spielten auch der britische Gesandte Castlereagh und der Vertreter des besiegten Frankreich, Talleyrand, der sowohl unter dem alten wie dem neuen französischen Regime erheblichen Einfluss hatte, die wichtigsten Rollen. Preußen wurde durch Karl August von Hardenberg und Wilhelm von Humboldt vertreten und konnte erhebliche Zugewinne an Land (vor allem im Rheinland und gegenüber Sachsen) verzeichnen und seine politische Stellung ausbauen.

### Prinzipien und Interessenkonflikte
Die Interessengegensätze der (Haupt-)Verhandlungspartner verschärften sich im Verlaufe des Kongresses deutlich.
Der Kongress arbeitete nach fünf übergeordneten Prinzipien, die allerdings teilweise die nachträgliche Konstruktion der Historiker sind. Der Begriff der Legitimität bezeichnet in diesem Zusammenhang die Liquidierung des napoleonischen Staatensystems und die Wiedereinsetzung der alten Dynastien (Bourbonen, Welfen usw.). Wenn ausgerechnet Talleyrand das Legitimitätsprinzip betonte, ging es ihm vor allem um die Anerkennung Frankreichs als gleichberechtigter Macht und damit die Überwindung des Status als Kriegsverlierer.
In diesen Zusammenhang gehört auch der Grundsatz der Restauration der vorrevolutionären politischen und gesellschaftlichen Verhältnisse. Die Restauration sollte zwar nicht so weit gehen, dass alle seit 1789 eingetretenen Veränderungen wieder rückgängig gemacht werden sollten, sehr wohl sollte aber allen zukünftigen revolutionären Bestrebungen ein Riegel vorgeschoben werden. Dazu zählten nicht nur die freiheitlichen, sondern auch die nationalen Bewegungen der Zeit.
Zur Sicherung und Durchsetzung dieses Ziels setzten die Delegationen einerseits auf eine starke monarchische Autorität nach innen und andererseits auf die zwischenstaatliche Solidarität der Länder nach außen.
Einig war man sich in der Schaffung eines europäischen Gleichgewichtssystems zur Verhinderung zukünftiger Kriege.

Ziele des Wiener Kongresses (Schema)

Die praktische Umsetzung vor allem des letztgenannten Ziels kollidierte dabei zunächst jedoch mit den unterschiedlichen machtpolitischen Interessen. Metternichs Ziel etwa war ein österreichisch geführtes Mitteleuropa, das ein Gegengewicht zu den Flügelmächten Frankreich und Russland bilden sollte. Das russische Hauptziel war es dagegen, den größten Teil Polens zu gewinnen. Der Zar spielte dabei mit dem Gedanken, Polen zu einem Muster eines konstitutionellen Staates zu machen. Der britische Gesandte strebte, ähnlich wie Metternich, ein konservativ bestimmtes Europa an und wollte gleichzeitig eine weitere Machtausdehnung Russlands möglichst verhindern. Zum Schutz seiner Großmachtstellung bekämpfte die französische Delegation auch die Einigungsbestrebungen in Deutschland. Preußen dagegen wollte eine Stärkung der eigenen Position durch den Erwerb ganz Sachsens und eine preußisch-österreichische Hegemonie in Deutschland erreichen. Dem entgegen standen allerdings die Interessen der kleineren deutschen Staaten und Österreichs.

### Polen, Sachsen und neue Konstellationen

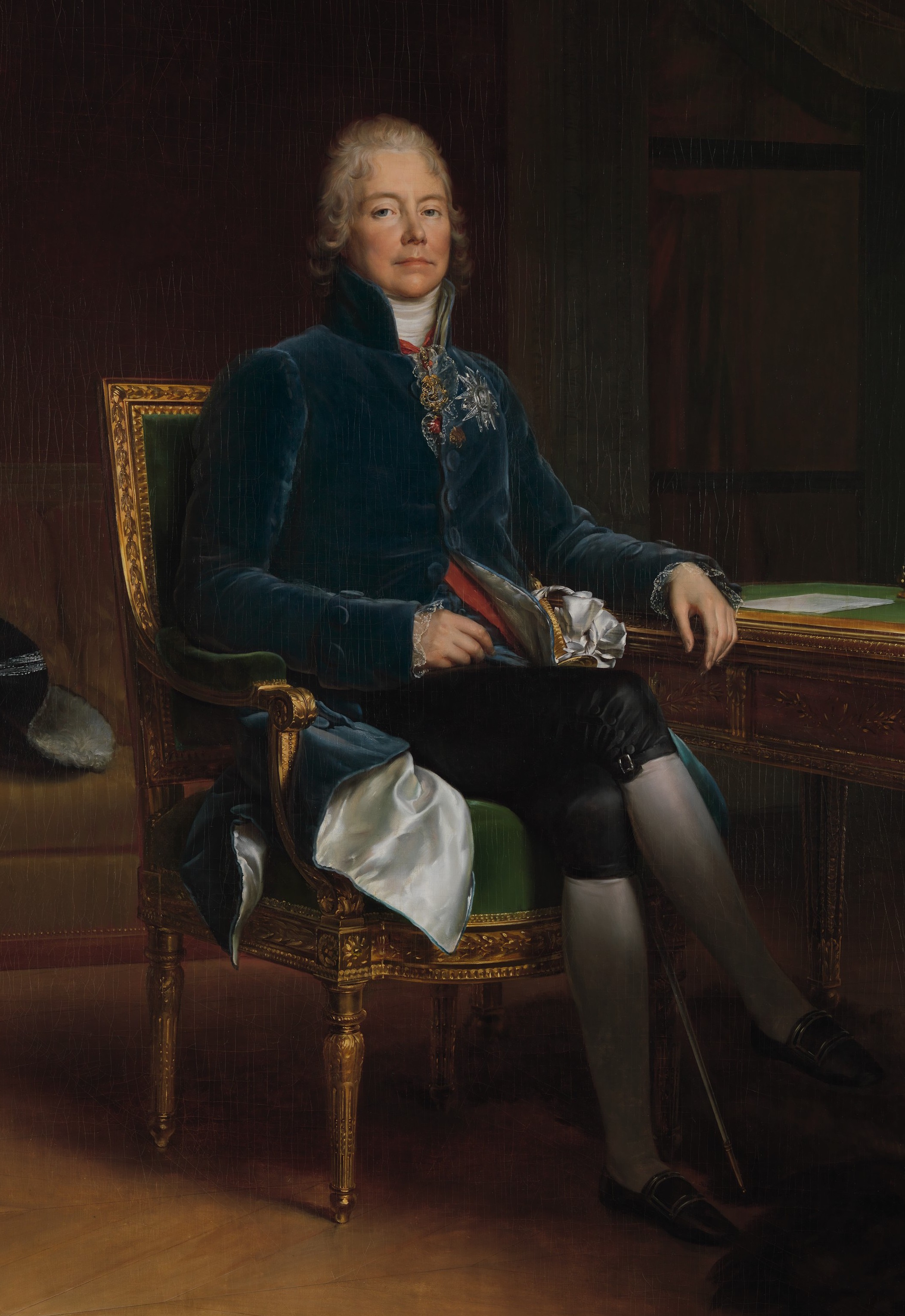
Charles-Maurice de Talleyrand-Périgord

Bei aller Solidarität der Monarchien sah es zeitweise so aus, als ob der Kongress ohne Ergebnis enden könnte. Hauptgrund war der Interessengegensatz zwischen Österreich, Preußen und Russland um Polen. In diesem diplomatischen Konflikt, der sich auf verschiedenen Ebenen abspielte, kam es zu neuen Bündnissen der beteiligten Staaten. Der Plan Alexanders I., auf dem Gebiet des Herzogtums Warschau ein polnisches Königreich unter russischer Herrschaft zu errichten, fand zunächst wenig Zustimmung. Als im November 1814 die preußische Delegation auf Weisung Friedrich Wilhelms III. die russische Position ohne Vorbehalt unterstützte, entstand ein Bündnis zwischen Großbritannien und Österreich, dem sich auch Frankreich annäherte. Die damit verbundene Anerkennung Frankreichs als Großmacht, bei gleichzeitiger Zuspitzung der Interessengegensätze unter den Alliierten, wurde an der Jahreswende 1814/1815 zu einem Triumph des Verhandlungsgeschicks Talleyrands. Der Konflikt verlagerte sich dabei von Polen weg auf die sächsische Frage. Man spricht auch von der Polnisch-Sächsischen Frage, da der König von Sachsen in Personalunion auch Herzog von Warschau war und damit Staatsoberhaupt in dem Gebiet, auf das es Alexander I. abgesehen hatte. Der Fortbestand Sachsens als Staat war durch die Inhaftierung des Königs Friedrich August I., dem die Alliierten Kollaboration mit Napoleon vorwarfen, mehr als unsicher. Nur über Mittelsmänner konnte der Wettiner Einfluss auf die Diskussionen nehmen.
Zeitweise lag sogar ein Krieg zwischen den ehemaligen Verbündeten in der Luft, und Preußen begann bereits mit militärischen Vorbereitungen. Gegen Preußen und Russland kam es am 3. Januar 1815 zu einem Geheimabkommen zwischen Großbritannien, Österreich und Frankreich, dem auch die Niederlande, Bayern und Hannover beitraten. Damit zerschlugen sich die seit Friedrich II. gehegten preußischen Hoffnungen auf einen vollständigen Erwerb des Nachbarstaates Sachsen. 
Die weiterhin existierenden Unstimmigkeiten über territoriale Fragen wurden in verschiedenen Kommissionssitzungen relativ problemlos ausgeräumt. Die Verhandlungen wurden auch fortgeführt, als Napoleon Bonaparte aus dem Exil zurückkehrte und seine Macht in Frankreich im März 1815 wiederherstellte. Die Schlussakte des Kongresses wurde neun Tage vor Napoleons endgültiger Niederlage bei Waterloo unterzeichnet.

## Territoriale Neuordnung
Den Entscheidungen darüber, welcher Staat welche Territorien abzugeben hatte bzw. welche Territorien ihm zugeschlagen wurden, lagen Vorarbeiten einer „Statistischen Kommission“ zugrunde. In dieser Kommission hatten Fachleute, darunter Geographen, Ökonomen und Bevölkerungsstatistiker in aufwendiger Kleinarbeit den jeweiligen „Territorialwert“ veranschlagt, in den vor allem die Größe des Territoriums, seine Einwohnerzahl und dessen Ertragskraft einflossen. So ließen sich abgehende und gewonnene Territorien, Forderungen und Zugeständnisse näherungsweise miteinander verrechnen. Das kontinentaleuropäische Territorium Frankreichs war bereits vor Beginn des Kongresses im Ersten Pariser Frieden auf die Grenzen von 1792 zurückgeführt worden.

### Österreich und Luxemburg
Österreich erhielt seine ehemaligen, bereits kompensierten Besitzungen am Oberrhein und Westgalizien nicht zurück, aber von Russland immerhin den Tarnopoler Kreis, während Krakau und Umgebung zu einer von den drei Teilungsmächten garantierten Republik Krakau wurde. Auch das napoleonische Illyrien fiel an Österreich zurück. Mit dem Besitz der ehemaligen Republik Venedig und der arrondierten Lombardei, zusammengeschlossen im Königreich Lombardo-Venetien, sowie der Zuweisung der Toskana an Erzherzog Ferdinand und der Stadt Parma an die österreichische Ehefrau Napoleons Marie-Louise hatten die Habsburger in Italien eine noch stärkere Stellung als vor der Revolution. Im Norden kamen das Salzburger Land und das Innviertel nunmehr dauerhaft hinzu. Im Vergleich zu den territorialen Westverschiebungen der preußischen und russischen Machtbereiche erschien der Gebietszuwachs Österreichs allerdings ambivalent. Insbesondere blieben die ehemals Österreichischen Niederlande (aus denen später Belgien und Luxemburg hervorgehen sollten) verloren. In Personalunion stellte das Haus Oranien-Nassau nicht nur den niederländischen König, sondern auch den Großherzog von Luxemburg. Dafür gab der Fürst Nassau-Siegen ab, das dann an Preußen fiel. Insgesamt ist Österreich aus Deutschland geografisch (entgegen Metternichs Wünschen) „hinausgewachsen“, politisch aber im ebenfalls durch den Wiener Kongress gebildeten Deutschen Bund Führungsmacht geworden.

### Preußen
Preußen erhielt entgegen den ursprünglichen Plänen und Erwartungen nicht ganz Sachsen, sondern nur den größten Teil, der überwiegend der neuen Provinz Sachsen zugeschlagen wurde. In diesem Gebiet lagen auch die Festungsstadt Torgau und die Lutherstadt Wittenberg. Dafür erzielte es im rohstoffreichen Westen erhebliche Gebietszuwächse und konnte die Provinzen Jülich-Kleve-Berg, Großherzogtum Niederrhein und Westfalen errichten. Im Osten kamen Posen und der napoleonische Stadtstaat Danzig wieder hinzu, dafür musste Preußen endgültig auf die schon 1807 verlorenen Erwerbungen aus der dritten und zum Teil auch aus der zweiten Teilung Polens verzichten. An das ehemals um Köln herum herrschende Bayern gab es Ansbach und Bayreuth endgültig verloren, an das Königreich Hannover Ostfriesland, Hildesheim, Goslar und den größeren Teil des Untereichsfelds ab. Die Zuteilung der Rheinlande und Westfalens an Preußen entsprach sowohl den Zielsetzungen von Talleyrand, der Frankreich in Wien vertrat, als auch den Wünschen von Castlereagh, des britischen Gesandten, wenn auch aus unterschiedlichen außenpolitischen Erwägungen. Während Frankreich erwartete, dass es Preußen nicht gelingen werde, sich in den Rheinlanden dauerhaft zu verankern, so dass damit die Chance eröffnet werden könnte, die französische Ostgrenze wieder vorzuschieben, ging das Vereinigte Königreich davon aus, dass das militärisch starke Preußen französischen Expansionsbestrebungen wirksam einen Riegel vorschieben werde. Mit dem Erwerb der rheinischen Gebiete wurde Preußen zum Garanten gegen Frankreich, das noch immer die lange Rheingrenze anstrebte, was auch für die linksrheinische Pfalz und Rheinhessen von wachsender sicherheitspolitischer Bedeutung war. Die Schutzwallfunktion gegen Frankreich wurde später auch volkstümlich kultiviert, etwa durch das Lied Die Wacht am Rhein. Durch die Expansion und Zweiteilung seines Staatsgebietes in ein östliches „Altpreußen“ und ein „Neupreußen“ im Westen war Preußen gezwungen, in Deutschland hineinzuwachsen, und wurde so zum Motor der wirtschaftlichen und politischen Einigung. Der Historiker Thomas Nipperdey geht sogar so weit, in dieser Schwerpunktverlagerung eine Vorentscheidung über den späteren deutschen Einigungsprozess zu sehen: „Die Versetzung Preußens an den Rhein ist eine der fundamentalsten Tatsachen der deutschen Geschichte, eine der Grundlagen der Reichsgründung von 1866/1871.“

### Bayern
Bayern, dem mit dem Vertrag von Ried gerade noch rechtzeitig der Absprung vom Bündnis mit Napoleon gelungen war, gewann (für die schleppende Rückgabe von Tirol, Salzburg und Vorarlberg an Österreich) Würzburg sowie die nach schwierigen Verhandlungen restaurierte linksrheinische Pfalz mit Teilen der alten Kurpfalz zurück und Aschaffenburg hinzu, konnte seine Ambitionen auf Frankfurt aber nicht verwirklichen. Erst im Vertrag von München wurden 1816 die endgültigen Grenzen des nachnapoleonischen Bayern bestimmt. Der badisch-bayerische Grenzstreit um die rechtsrheinische Pfalz mit Mannheim und Heidelberg wurde dann 1818 auf dem Aachener Kongress zugunsten Badens entschieden. Wie Preußen war Bayern 1815/16 in Kerngebiete Deutschlands „hineingewachsen“.

### Sachsen
Auf der Verliererseite des Kongresses stand das Königreich Sachsen. Gleichsam als Strafe für sein zu spätes Abrücken vom Bündnis mit Frankreich – in die Völkerschlacht bei Leipzig war es noch auf der Seite Napoleons gezogen – verlor das Königreich etwa 60 % seiner Fläche mit rund 40 % seiner Einwohner in den nördlichen und östlichen Gebieten sowie in Thüringen durch Abtretung an Preußen, das aber einen Teil dieser thüringischen Gebiete an das Großherzogtum Sachsen-Weimar-Eisenach weiterreichte.

### Übrige deutsche Staaten
Das Königreich Württemberg, die Großherzogtümer Baden und Hessen sowie das Herzogtum Nassau konnten ihren Territorialbestand aus der Rheinbundzeit behaupten, es fanden bis 1825 nur kleine Grenzkorrekturen statt.
Als souveräne Staaten wiedererrichtet wurden das in Personalunion mit dem Vereinigten Königreich verbundene ehemalige Kurfürstentum Braunschweig-Lüneburg (nun zum Königreich Hannover erhoben), Braunschweig, Oldenburg, Hessen-Kassel, Hessen-Homburg und die freien Städte Lübeck, Frankfurt, Bremen und Hamburg.
Allerdings wurde die Mediatisierung der zurückliegenden Jahre, trotz der Proteste der betroffenen Fürsten, nicht rückgängig gemacht, genauso wenig die Säkularisation der Geistlichen Territorien. Insofern blieb die Zahl der Staaten deutlich geringer als in vorrevolutionärer Zeit.

### Schweiz

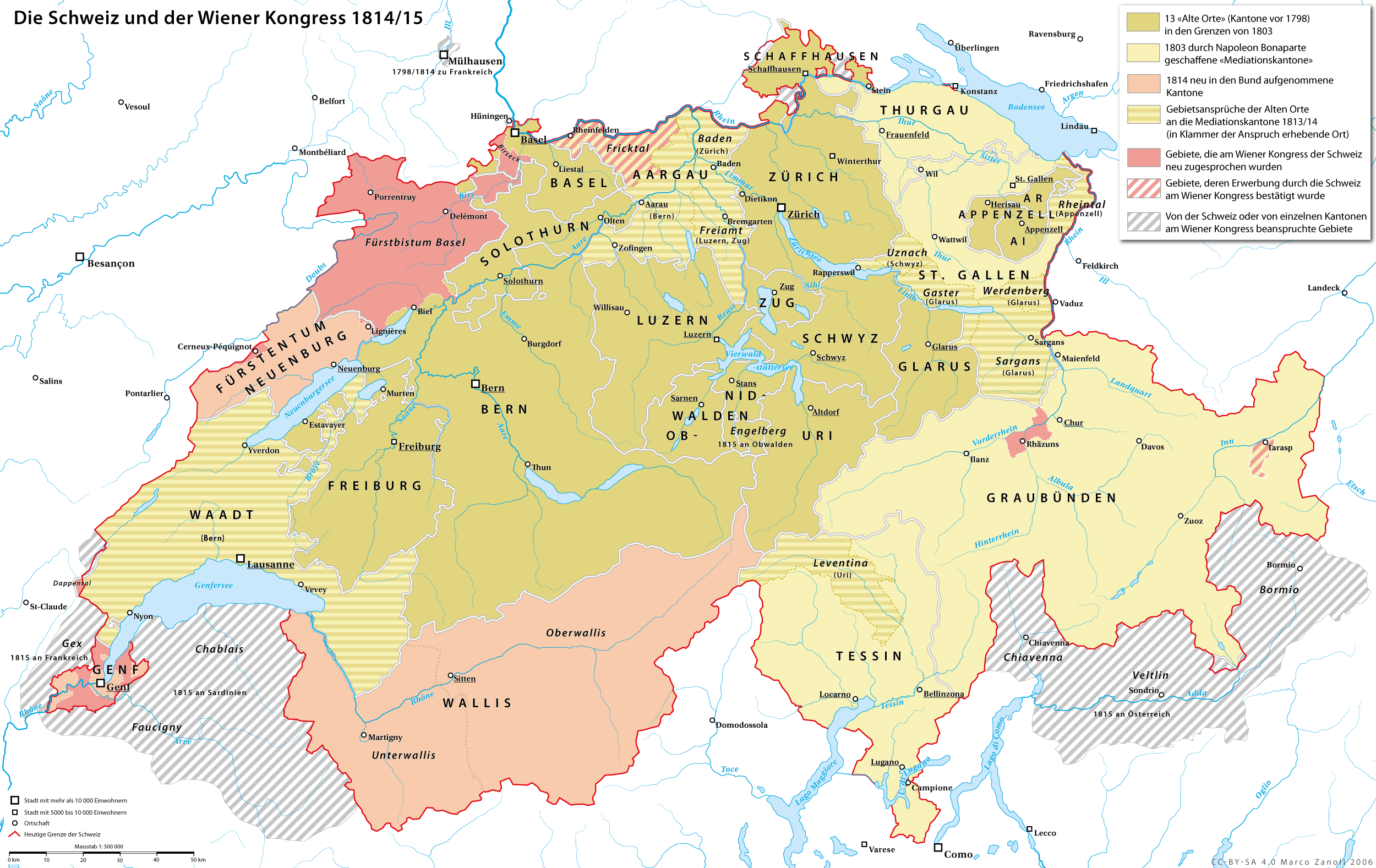
Folgen des Wiener Kongresses für die Schweiz

Die Schweiz musste das Veltlin, Chiavenna und Bormio sowie die Stadt Mülhausen im Elsass endgültig aufgeben. Als Ausgleich wurden ihr jedoch das ehemalige Fürstbistum Basel, das Fricktal, die Herrschaften Rhäzüns und Tarasp sowie einige Gemeinden in der Umgebung von Genf zugesprochen. Der Wiener Kongress erkannte die inneren und äußeren Grenzen der Schweiz und ihrer Kantone wie auch die Zugehörigkeit des Wallis, des Fürstentums Neuenburg (Hohenzollern) und Genfs als neue Kantone an. Nordsavoyen wurde neutralisiert und sollte im Kriegsfall von Schweizer Truppen besetzt werden, blieb aber beim Königreich Sardinien. Die von Schweizer Politikern angestrebte Abrundung der Grenzen gegen das Großherzogtum Baden bei Schaffhausen und die Gewinnung der Stadt Konstanz sowie die Rückkehr des Veltlins, Chiavennas und Bormios zu Graubünden konnten nicht erreicht werden. Einen bis heute entscheidenden Einfluss auf die weitere Geschichte der Schweiz hatte die Anerkennung der immerwährenden bewaffneten Neutralität sowie ihrer Unabhängigkeit von jedem fremden Einfluss durch die europäischen Großmächte. Diese internationale Anerkennung bzw. Verpflichtung der Schweiz auf die Neutralität bildet bis heute die maßgebende Grundlage für die schweizerische Außenpolitik (siehe Schweizerische Neutralität).

### Übrige europäische Staaten

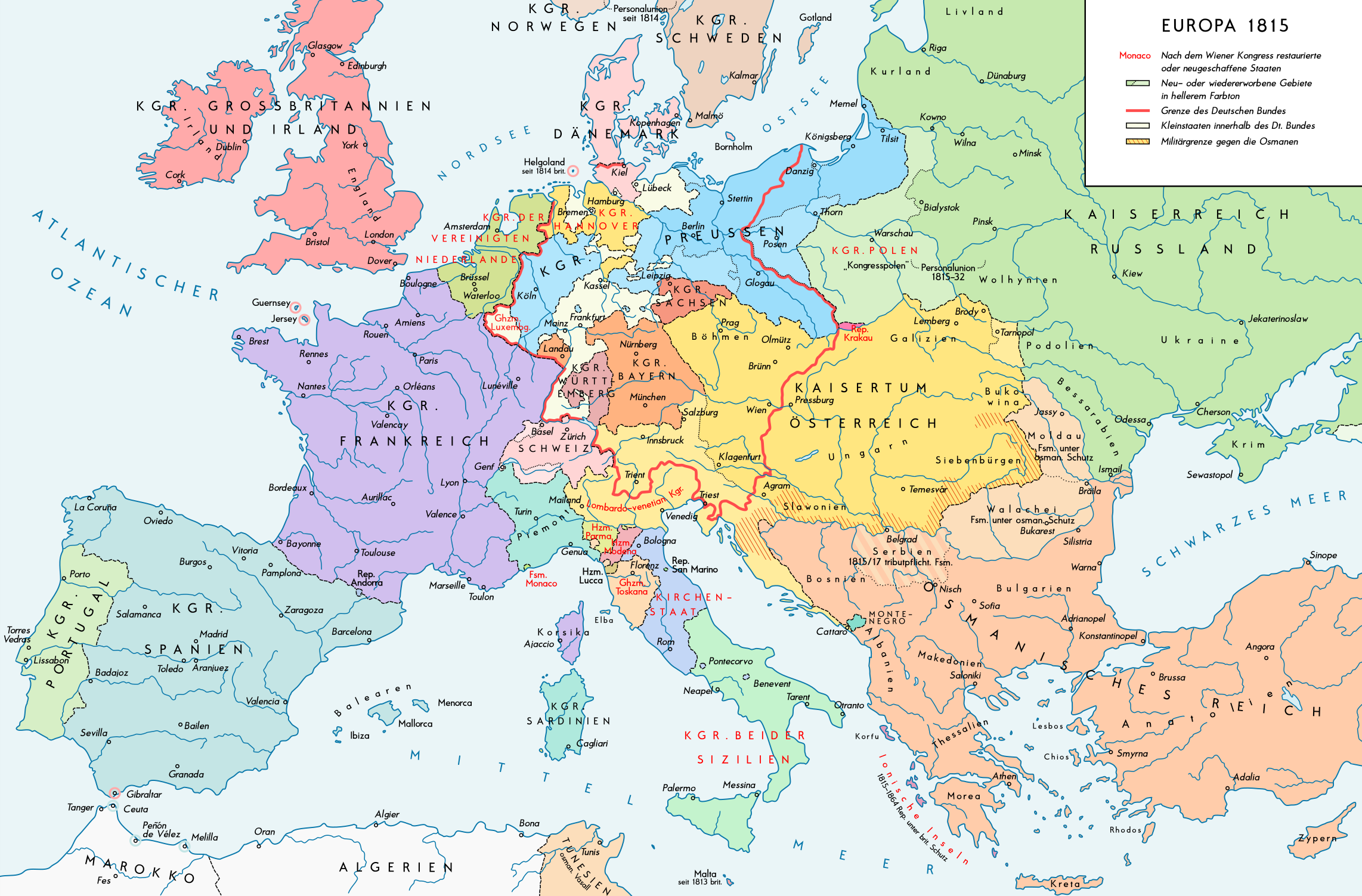
Europa nach dem Wiener Kongress 1815

Der ehemalige Kriegsgegner der Alliierten, Frankreich, musste, wie angesichts des von Talleyrand selbst vertretenen Legitimitätsprinzips zu erwarten war, die zwischen 1795 und 1810 durchgeführten Annexionen rückgängig machen. Große Erfolge waren allerdings die gleichberechtigte Rückkehr in die europäische Völkerfamilie und die Anerkennung als Großmacht wie auch die Rückerlangung diverser Überseegebiete und Korsikas von Großbritannien.
Im Osten fand sich Zar Alexander I. mit einer vierten Teilung Polens ab, zumal ihm mit dem konstitutionalisierten Kongresspolen der größte Teil in Personalunion zugesprochen wurde, und Russland sicherte sich durch die Anerkennung seiner territorialen Gewinne in Finnland (1808/09) und Bessarabien annähernd die bisherige Ausweitung nach Westen.
Dänemark hatte wegen seiner Unterstützung für Napoleon Norwegen an Schweden abgeben müssen (siehe Kieler Frieden), das damit gleichsam für den Verlust Finnlands entschädigt wurde. Kopenhagen trat den ausgehandelten kleinen Ausgleich, Schwedisch-Pommern, schnell an Preußen ab. Als Kompensation dafür erhielt Dänemark das Herzogtum Lauenburg (das Preußen zuvor mit Hannover gegen Ostfriesland getauscht hatte) und finanzielle Entlastung gegenüber Schweden.
In Spanien, Portugal und in Neapel wurden die alten Dynastien wiederhergestellt. Auch der Kirchenstaat wurde restauriert und bekam einen Großteil seiner ehemaligen Gebiete zurück. Sardinien erhielt Savoyen, Piemont und Nizza zurück und erwarb zusätzlich Genua. Metternich hatte für die italienischen Staaten einen dem Deutschen Bund ähnlichen italienischen Bund unter dem Vorsitz Österreichs geplant, konnte sich aber mit dieser Idee nicht bei Kaiser Franz I. und den italienischen Fürsten durchsetzen. Damit und durch die erheblichen österreichischen Zugewinne in Oberitalien blieb Italien zersplittert und seine Vereinigung zu einem Nationalstaat auf Jahrzehnte verwehrt.
Großbritanniens koloniale Verdrängung Hollands und Erwerbungen aus dem Britisch-Französischen Kolonialkonflikt wurden ebenfalls partiell bestätigt. U. a. blieben Ceylon, Kapkolonie, Malta und Helgoland somit bei Großbritannien. Die Ionischen Inseln im Mittelmeer fielen unter britisches Protektorat.
Die nördlichen Niederlande (bis 1795 Republik der Sieben Vereinigten Provinzen, später Batavische Republik und Königreich Holland) wurden nach ihrer Erhebung gegen die napoleonische Fremdherrschaft mit den südlichen, ehemals habsburgisch-österreichischen Niederlanden sowie dem ehemaligen Hochstift Lüttich im Vereinigten Königreich der Niederlande vereint, das auch die holländische Kolonialtradition im Indopazifik und der Karibik wiederbelebte.

## Der Deutsche Bund
Grundlage für die Verhandlungen über eine staatliche Neuordnung der Länder des vormaligen Heiligen Römischen Reiches (Deutscher Nation) während des Wiener Kongresses war der Artikel VI des Ersten Pariser Friedens vom 30. Mai 1814. Dort wurde den deutschen Staaten ihre Unabhängigkeit und die Vereinigung durch ein föderatives Band zugesichert.
Der Ausschuss zu den Beratungen der deutschen Angelegenheiten, das sogenannte „Deutsche Komitee“, tagte unter dem Vorsitz von Preußen, Österreich, Hannover, Bayern und Württemberg. In der Folge öffnete sich das Gremium allen deutschen Staaten und freien Städten. Auch wenn der Kongress das Legitimitätsprinzip verfocht und im Kern auf eine Restauration der vorrevolutionären Verhältnisse abzielte, hatten diese Grundsätze doch auch ihre Grenzen. Die mit dem Reichsdeputationshauptschluss 1803 eingeleitete Mediatisierung wurde nicht wieder rückgängig gemacht. Dasselbe gilt auch für die Säkularisation und das Ende der geistlichen Staaten, für deren Wiederherstellung sich der päpstliche Gesandte Ercole Consalvi vergebens einsetzte. Ebenso wurde die Souveränität der ehemaligen Rheinbundstaaten anerkannt.

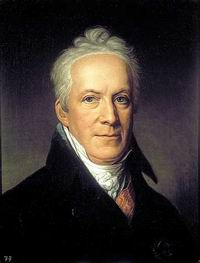
Karl August von Hardenberg

Eine Rekonstruktion des Heiligen Römischen Reiches wurde von den Kongressteilnehmern nicht ernsthaft erwogen, auch nicht von Freiherr vom Stein, der als russischer Gesandter am Kongress teilnahm und die Wiederherstellung der Kaiserwürde befürwortete. Gleichwohl wurde die Suche nach einem funktionalen Ersatz für die 41 deutschen Staaten und freien Städte eine der zentralen Fragen des Kongresses.
Zu Beginn der Verhandlungen gingen sowohl Metternich als auch die preußischen Gesandten von einer vergleichsweise stark zentralistischen Lösung aus. Zwar kursierten zahlreiche Vorschläge, aber einflussreich wurden nur Hardenbergs „41 Artikel“ und der daraus in Zusammenarbeit mit Metternich hervorgegangene „12-Punkte-Plan“. Beide gingen von einer im Kern bundesstaatlichen Ordnung mit starken Zentralorganen aus. Dazu gehörte eine kollektive Exekutive, der „Rat der Kreisobersten“, aus Vertretern der größeren Staaten. Dieses Gremium sollte so angelegt werden, dass Preußen und Österreich die anderen Staaten majorisieren konnten. Das Bundesgebiet sollte in sieben Kreise eingeteilt werden, die für die Umsetzung der Bundesbeschlüsse und für das Kriegs- und letztinstanzliche Gerichtswesen zuständig sein sollten. Dadurch wären die de jure weiter bestehenden kleinen Territorien de facto mediatisiert worden. Gescheitert ist dieses Projekt nicht so sehr an der heftigen Gegenwehr der kleinen Staaten, sondern am oben geschilderten sächsisch-polnischen Konflikt. Die dort offen zu Tage tretenden Expansionsbestrebungen Preußens führten auf österreichischer Seite zur Aufgabe des Plans, eine Doppelhegemonie der beiden Staaten anzustreben.
Geschaffen wurde schließlich der lose Deutsche Bund souveräner Staaten mit Österreich als Präsidialmacht. Als Verfassung wurde die Deutsche Bundesakte am 8. Juni 1815, einen Tag vor der Unterzeichnung der Wiener Kongressakte, verabschiedet. Die ersten elf Artikel der Bundesakte wurden in die Wiener Kongressakte aufgenommen und dadurch vermeintlich unter den Schutz bzw. die Garantie der Signatarmächte gestellt. Aufgegeben wurde eine starke Exekutive ebenso wie ein oberstes Bundesgericht. Aus den ursprünglichen Überlegungen erhalten blieb die Bestimmung, dass sich jeder Bundesstaat eine landständische Verfassung geben müsse. Eine ganze Reihe von Ländern kam dieser Forderung auch rasch nach. Aber ausgerechnet die beiden Großmächte innerhalb des Deutschen Bundes, Preußen und Österreich, verfügten bis 1848 über keine geschriebene Verfassung.
Ausdrücklich wurde erklärt, dass der Deutsche Bund nicht der Rechtsnachfolger des alten Deutschen Reiches sei. Ebenso wurde hervorgehoben, dass der Bund rein defensiven Charakter habe und nur der äußeren und inneren Sicherheit Deutschlands diene. Der Deutsche Bund wurde damit, auch wenn eine gemeinsame aktive Außenpolitik unmöglich war, ein notwendiger Teil im System des europäischen Gleichgewichts.
Zum Deutschen Bund gehörten Preußen und Österreich nur mit ihren ehemaligen Reichsländern, das heißt: Österreich ohne die polnisch-ruthenischen, ungarischen, dalmatinischen und italienischen Gebietsteile, Preußen ohne West- und Ostpreußen und Posen. Als ausländische Monarchen waren der König von Großbritannien als König von Hannover, der König der Niederlande als Großherzog von Luxemburg und der König von Dänemark als Herzog von Holstein und Lauenburg Bundesfürsten mit Sitz und Stimme in der Bundesversammlung.

## Ächtung des Sklavenhandels
Auf britischen Druck hin wurde in Artikel 118 der Kongressakte die Ächtung des Sklavenhandels („Die Declaration der Mächte über die Abschaffung des Negerhandels“, vom 8. Februar 1815) festgelegt. Das Übereinkommen verzichtete auf ein konkretes Umsetzungsdatum. Mit dem Beschluss der europäischen Grossmächte wurde das Ende eines der ältesten Geschäftszweige der Geschichte eingeleitet. Es dauerte noch gut 150 Jahre, bis die letzten Länder auf die Sklavenhaltung verzichteten. Nach den USA im Jahr 1865 schaffte Brasilien 1888 als letzter Staat der Neuen Welt die Sklavenhaltung ab. Erst 1972 schaffte das britische Protektorat Oman die Sklaverei ab.

## Unterzeichnung und Ratifikation

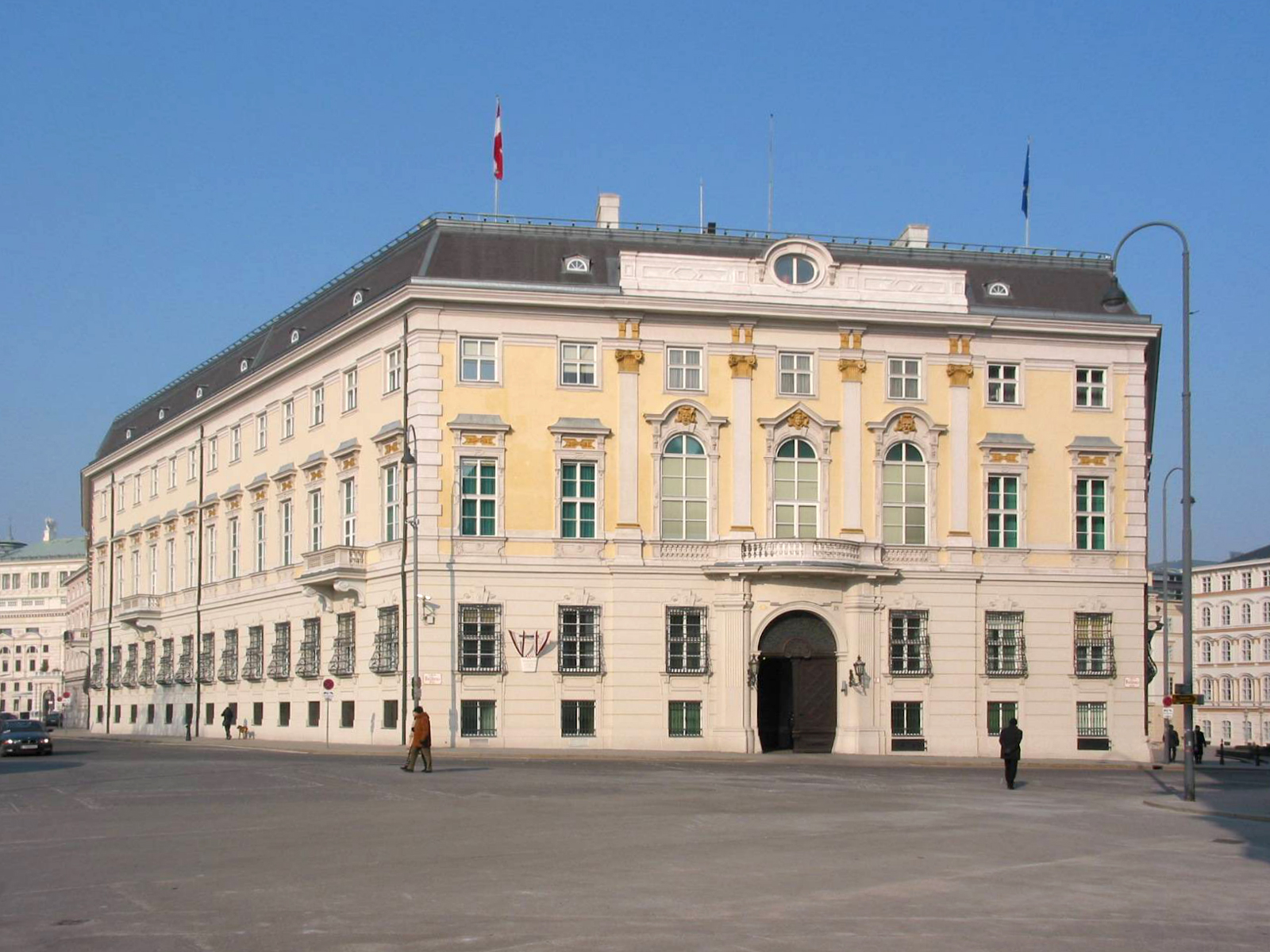
„Palais am Ballhausplatz“, Tagungsgebäude des Wiener Kongresses (heute Bundeskanzleramt)

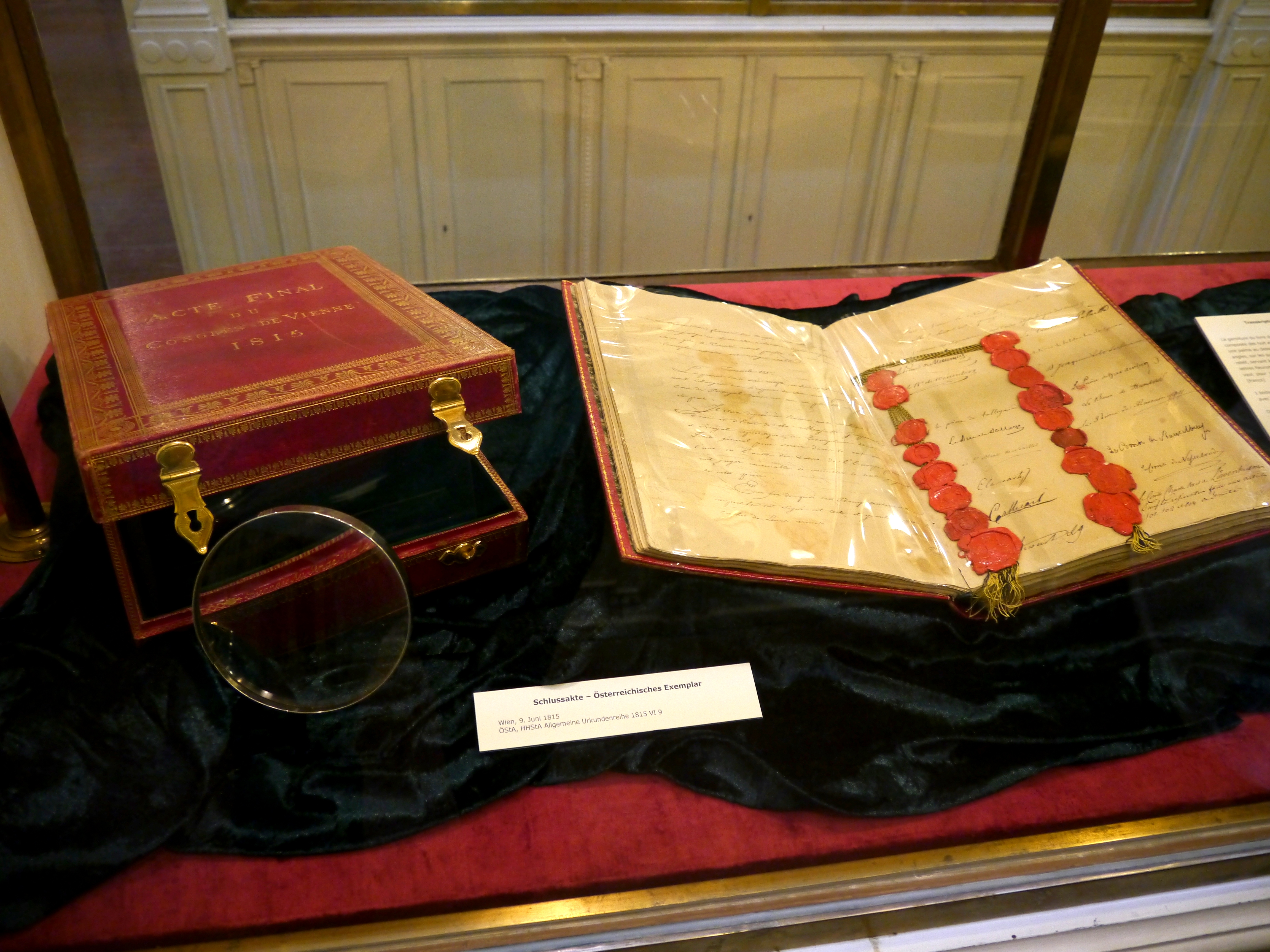
Das Originaldokument im Österreichischen Staatsarchiv

Die Beschlüsse des Kongresses wurden in der Wiener Kongressakte, auch Schlussakte des Wiener Kongresses (Acte final) genannt, schriftlich fixiert. Sie umfasste 121 Artikel und enthielt auch sämtliche in Wien abgeschlossenen Verträge.
Am 9. Juni 1815 wurde die Kongressakte unterzeichnet. Die Signatarmächte Österreich, Russland, Preußen, Großbritannien, Frankreich, Portugal, Spanien und Schweden garantierten damit die Ratifikation der Beschlüsse. Zuvor war Napoleon am 1. März 1815 nach Frankreich zurückgekehrt. Am 19. März 1815 floh König Ludwig aus den Tuilerien. Das führte dazu, dass sich Großbritannien, Österreich, Russland und Preußen auf dem Wiener Kongress zur Siebten Koalition formierten und zum militärischen Eingreifen entschieden. Am 25. März erneuerten sie ihre Allianz von 1814. Diese Entwicklung wird den Abschluss des Kongresses ermöglicht, aber zumindest begünstigt haben.
Allerdings trat Baden erst am 26. Juli und Württemberg am 1. September 1815 dem Vertrag bei. Frankreich unter Ludwig XVIII. bestätigte den Vertrag am 7. Dezember 1815. Auch der Signatarstaat Spanien, der unzufrieden darüber war, dass der Sohn der Königin von Etrurien keine Entschädigung in Italien erhalten hatte, schloss sich erst am 7. Mai 1817 diesem Abkommen an.

## Die Heilige Allianz
Die Gründung der Heiligen Allianz, die am 26. September 1815 geschlossen wurde, war zwar nicht Bestandteil der offiziellen Verhandlungsergebnisse des Kongresses, steht aber inhaltlich in einem engen Zusammenhang mit diesem und bildet einen entscheidenden Bestandteil des 1815 entstehenden Metternich’schen Systems in der ersten Hälfte des 19. Jahrhunderts. Zur Heiligen Allianz gehörten zunächst Preußen, Österreich und Russland. Dieses Manifest der drei Monarchen rief zur christlichen Brüderlichkeit auf und stand damit im direkten Gegensatz zur revolutionären Brüderlichkeit der Völker. Metternich, der diesem Bund äußerst skeptisch gegenüberstand, hat dabei aus dem ursprünglichen Entwurf, der von einem Bündnis der „Völker und Heere“ sprach, in seiner endgültigen Fassung ein „Bündnis der Herrscher“ gemacht, die über den „Völkern und Heeren“ stünden. Ziel der Vereinbarung war einerseits die Aufrechterhaltung der Balance zwischen den Fürsten und andererseits etwa bei revolutionären Bewegungen die Intervention bei den Völkern. Der Heiligen Allianz traten außer Großbritannien (dort verweigerte das Parlament einen Beitritt) und dem durch den Kongress wiederhergestellten Kirchenstaat unter Papst Pius VII., der das überkonfessionelle Konzept ablehnte, fast alle europäischen Staaten bei.

## Fazit und Folgen

Ergebnisse des Wiener Kongresses (Schema)

Der Wiener Kongress hatte für die Verhältnisse der damaligen Zeit, zumal auf übernationaler Ebene, durchaus zukunftsweisende Beschlüsse gefasst. So wurde auf britischen Druck die Ächtung der Sklaverei im Artikel 118 der Kongressakte durchgesetzt. Außerdem wurde eine Übereinkunft über die Freiheit der internationalen Flussschifffahrt getroffen und eine Zentralkommission für die Rheinschifffahrt eingesetzt. Eine verbindliche Regelung des Gesandtschaftsrechts setzte den bis dato üblichen Rangstreitigkeiten unter Diplomaten ein Ende. Den Vorrang hatte nicht mehr derjenige, der den vermeintlich angesehensten Staat vertrat (denn an der Frage, welchem Staat diese Würde zukam, hatte sich der Zank immer wieder entzündet). Der Wiener Kongress bestimmte, dass Botschaftern der erste Rang gebührt, Gesandten der zweite, Geschäftsträgern der dritte. Innerhalb dieser Kategorien hat derjenige Diplomat den Vorrang, der am Dienstort länger akkreditiert bzw. im Dienst ist (Grundsatz der „lokalen Anciennität“). Diese Regelung gilt bis heute.
Der Kongress hatte mit der Rückgängigmachung der Eroberungen des revolutionären und napoleonischen Frankreichs sein Hauptziel erreicht. Auf Kosten Frankreichs und durch die erneute Teilung Polens wurden die Großmächte Preußen, Österreich und Russland gestärkt. Zusammen mit Großbritannien und dem besiegten, aber wieder in das Konzert der Großmächte aufgenommenen Frankreich entstand das auf Gleichgewicht ausgerichtete System der Pentarchie.
Nach der vorangegangenen jahrzehntelangen Zeit der Koalitionskriege war es ein wesentliches Ziel des Wiener Kongresses, dem zerrütteten Kontinent eine neue Ordnung zu geben, dabei zwischenstaatliche Gewalt zu vermeiden und mögliche Konflikte künftig diplomatisch zu lösen. Dies bedeutete eine historisch neue politische Qualität. Bis zum Krimkrieg in den frühen 1850er Jahren blieb Europa von Kriegen zwischen den Großmächten verschont. Der Sardinische Krieg, die Italienischen Unabhängigkeitskriege und die Schleswig-Holsteinische Erhebung standen im Zusammenhang mit den Revolutionen von 1848/49. Allerdings hatte der Konflikt um Polen und Sachsen im Verlauf des Kongresses gezeigt, dass die Politik des Ausgleichs auch ihre Grenzen hatte.
Was die Gestaltung der inneren staatlichen Zustände angeht, war der Kongress eher von restaurativen Grundsätzen und einer grundsätzlichen Skepsis gegenüber allen revolutionären, liberalen und nationalen Bestrebungen geprägt. Für die deutschen Staaten war die Schaffung des Deutschen Bundes das zentrale Ergebnis des Kongresses. Der Deutsche Bund war aber in den Augen vieler Zeitgenossen primär ein Instrument zur Unterdrückung nationaler und liberaler Bewegungen. Es gelang allerdings nicht, die liberal bürgerlichen Bewegungen auszuschalten. Diese forderten den Nationalstaat, statt ein Bündnis von monarchischen Einzelstaaten.
Die verordnete Ruhe in Europa durch den Wiener Kongress, die im Grunde eine Rückbesinnung auf die Zustände vor Napoleon und vor der Französischen Revolution von 1789 war, blieb langfristig ohne Änderungen nicht haltbar. Die dem Kongress folgende Restauration, die Unterdrückung nationaler und liberaler sowie demokratischer Bestrebungen, konnte nicht verhindern, dass sich die Ideen von bürgerlichen Rechten und nationaler Eigenständigkeit im Bürgertum weiter verbreiteten.
Vor allem das Jahr 1830 wurde in dieser Hinsicht zu einer Zäsur:
- 1830 endete die Griechische Revolution mit der Unabhängigkeit Griechenlands und der Gründung eines Nationalstaates, der auf der Verfassung von 1824 beruhte.
- Die 1830 proklamierte Unabhängigkeit Belgiens von den Niederlanden warf unweigerlich machtpolitische Fragen auf. Die Gründung eines neuen Staates mitten in Europa und die Lossagung von einem etablierten Herrscherhaus verstieß fundamental gegen die Prinzipien des Wiener Kongresses. Die europäischen Großmächte von 1815 hatten das Vereinigte Königreich der Niederlande als einen Puffer gegen zukünftige französische Expansionsgelüste aus der Taufe gehoben. Die Abspaltung Belgiens schien somit die außenpolitische Sicherheit Großbritanniens und Preußens zu gefährden. Paris, das gerade erst die Julirevolution hinter sich hatte, war jedoch zunächst an keinem außenpolitischen Abenteuer interessiert. Louis Philippe I. räumte daher der innenpolitischen Konsolidierung den Vorrang ein und überließ der Regierung in London die diplomatische Führung in der belgischen Angelegenheit. Am 4. November 1830 kam es unter Führung des britischen Außenministers zu einer Konferenz der europäischen Großmächte.[27] Diese setzten im Dezember 1830 ein Ende der Kämpfe zwischen belgischen und niederländischen Einheiten durch. Im Januar des folgenden Jahres folgte die Anerkennung der belgischen Souveränität und die Verpflichtung Brüssels zu strikter Neutralität in der Außenpolitik.[28] Die belgische Verfassung wurde für die deutschen Liberalen zum Vorbild.
- Die Polen fanden sich nie mit der Aufteilung ihres Landes zwischen Russland, Österreich und Preußen ab. In den polnischen Provinzen dieser drei Staaten kam es immer wieder zu nationalpolnischen Aufständen gegen die jeweilige Fremdherrschaft. Besonders populär – auch bei den liberalen und nationalen Bewegungen des Auslandes – war der Novemberaufstand im Jahre 1830.
- In Frankreich kam es 1830 zur liberalen Julirevolution, die zum Sturz des 1824 eingesetzten Bourbonenkönigs Karl X. und zur Berufung des Bürgerkönigs Louis Philippe auf den französischen Thron führte. Diese Revolution hatte auch Auswirkungen auf Nachbarstaaten. Regionale Aufstände in einigen deutschen Staaten und in italienischen Regionen im Gefolge der Julirevolution führten vereinzelt zu Verfassungen in einzelnen Fürstentümern.
 In Frankreich wurde Louis Philippe 18 Jahre später bei der Februarrevolution 1848 seinerseits gestürzt, nachdem er sich zunehmend der Politik der Heiligen Allianz angenähert hatte. Nach seiner Flucht ins britische Exil wurde 1848 in Frankreich die Zweite Republik ausgerufen.
- In den Staaten des Deutschen Bundes wuchs trotz massiver Repression (siehe auch Karlsbader Beschlüsse) und Zensurmaßnahmen eine liberale und nationale Bewegung heran, an der die ab 1815 entstandenen Burschenschaften wesentlichen Anteil hatten und die schließlich in der Märzrevolution von 1848 zur Überwindung des von Metternich eingeführten Systems führte.

Die Idee eines gesamtdeutschen Staates etablierte sich trotz Niederschlagung der Märzrevolution im Jahre 1849 auch in konservativen Kreisen. Im Anschluss an den Deutsch-Dänischen Krieg 1864 und den Deutschen Krieg 1866 entstand mit der Verfassungsgebung des Norddeutschen Bundes 1867 der erste Bundesstaat, der die deutschen Länder nördlich der Mainlinie umfasste. Nach dem Deutsch-Französischen Krieg 1870/1871 wurde 1871 das deutsche Kaiserreich unter preußischer Führung als kleindeutsche Lösung (d. h. ohne Österreich) ausgerufen.
In den italienischen Staaten und Provinzen flammten nach 1815 bis 1870 immer wieder verschiedene Aufstände des Risorgimento (deutsch: Wiedererstehung) mit dem Ziel einer Einigung Italiens auf, die endgültig zwischen 1861 und 1870 auch in Kriegen gegen Österreich erkämpft wurde (siehe Italienische Unabhängigkeitskriege). Die italienischen Nationalrevolutionäre lehnten sich gegen die Vorherrschaft der österreichischen Habsburger in Norditalien und der spanischen Bourbonen in Süditalien auf.
In der Schweiz folgte die Restauration mit dem Bundesvertrag durch die an der Existenz der Schweiz interessierten Mächte. Dieses sehr einfache Grundgesetz sollte bis 1847 die staatsrechtliche Basis der Schweizerischen Eidgenossenschaft bilden.

## Delegationen und bedeutende Teilnehmer

### Signatarstaaten des Vertrags von Paris (8 Staaten)
Frankreich (15 Personen)Charles Maurice de Talleyrand – Emmerich Joseph Wolfgang Heribert Freiherr von Dalberg – Jean-Baptiste de Gouey La Besnardière – Frédéric Séraphin Baron de La Tour du Pin-Gouvernet
Großbritannien (25 Personen)Robert Stewart Viscount Castlereagh – Arthur Wellesley Herzog von Wellington – Richard Trench, 2. Earl of Clancarty – Charles Vane, 3. Marquess of Londonderry – William Cathcart, 1. Earl Cathcart – Stratford Canning, 1. Viscount Stratford de Redcliffe
ÖsterreichKlemens Wenzel Fürst von Metternich – Friedrich von Gentz – Johann Philipp Freiherr von Wessenberg-Ampringen – Nikolaus von Wacken (Hofrat und Österreichischer Kongress-Sekretär, „Konzipist“) – Franz Binder von Krieglstein – Josef von Hudelist (Metternichs Vertreter während seiner langen Abwesenheit) – Joseph Pilat (Privatsekretär Metternichs und Redakteur des Österreichischen Beobachters) – Friedrich Schlegel
Portugal (4 Personen)Pedro de Sousa Holstein – António de Saldanha da Gama
Preußen (46 Personen)Karl August Fürst von Hardenberg – Wilhelm von Humboldt – Karl August Varnhagen von Ense – Friedrich August von Staegemann – Karl Friedrich von dem Knesebeck
Russland (53 Personen)Karl Robert Graf von Nesselrode – Ioannis Kapodistrias – Heinrich Friedrich Karl vom Stein – Gustav Ernst von Stackelberg – Andrei Kirillowitsch Rasumowski
Schweden (3 Personen)Carl Axel Löwenhielm
Spanien (5 Personen)Pedro Gómez Labrador

### Fürsten, Freie Städte und souveräne Staaten Deutschlands (33 Staaten)
Anhalt (4 Personen)
Baden (11 Personen)Wilhelm Ludwig Leopold Reinhard Freiherr von Berstett
Bayern (34 Personen)Karl Philipp Fürst von Wrede bis zur Rückkehr Napoleons von Elba 1815, dann Aloys Graf von Rechberg
Braunschweig-Wolfenbüttel (5 Personen)
Freie Stadt Bremen (1 Person)Johann Smidt erreichte den Erhalt der Selbständigkeit der Hansestädte und ihre Aufnahme in den Deutschen Bund.
Freie Stadt Frankfurt am Main (2 Personen)
Freie Stadt Hamburg (2 Personen)
Hannover (4 Personen)Ernst Graf von Münster – Ernst von Hardenberg
Hessen-Darmstadt (6 Personen)
Hessen-Kassel (8 Personen)
Hohenzollern-Hechingen (4 Personen)
Hohenzollern-Sigmaringen (2 Personen)
Holstein-Oldenburg (10 Personen)
Liechtenstein
Lippe
Freie Stadt Lübeck (1 Person)
Mecklenburg-Schwerin (1 Person)Leopold von Plessen (bedeutender Verhandlungsführer der deutschen Kleinstaaten)
Mecklenburg-Strelitz (3 Personen)Adolf Horn
Nassau (7 Personen)
Reuß-Ebersdorf (3 Personen)
Reuß-Greiz (4 Personen)
Reuß-Schleiz (4 Personen)
Sachsen (9 Personen)Detlev von Einsiedel – Friedrich Albrecht von der Schulenburg
Sachsen-Coburg-Saalfeld (7 Personen)Franz Xaver Fischler von Treuberg
Sachsen-Gotha (2 Personen)
Sachsen-Hildburghausen (2 Personen)
Sachsen-Meiningen (2 Personen)
Sachsen-Weimar-Eisenach (17 Personen)
Schaumburg-Lippe (3 Personen)
Schwarzburg-Rudolstadt (1 Person)
Schwarzburg-Sondershausen (1 Person)Ludwig Wilhelm Adolf von Weise
Waldeck
Württemberg (22 Personen)Georg Ernst Levin von Wintzingerode

### Nichtdeutsche souveräne oder früher souveräne Staaten (12 Staaten)
Dänemark (17 Personen)Friedrich Wilhelm von Schleswig-Holstein-Sonderburg-Beck – Niels Rosenkrantz
Genua (1 Person)
Kirchenstaat (4 Personen)Ercole Consalvi
Massa und Carrara
Modena
Neapel (4 Personen)
Niederlande (7 Personen)Hans Christoph Ernst von Gagern – Gerrit Karel Spaen van Voorstonden
Sardinien (3 Personen)
Schweiz, Delegation der Tagsatzung (3 Personen)Hans von Reinhard – Johann Heinrich Wieland – Johann von Montenach
Schweiz, Delegation der Kantone (9 Personen)Charles Pictet de Rochemont – François d’Ivernois
Sizilien (12 Personen)
Toskana (1 Person)

### Mediatisierter Reichsadel (67)
Adel aus Schwaben, Franken, Rhein und Überrhein; Arenberg; Aspremont-Lynden; Bassenheim; Bentheim-Steinfurt; Bentheim-Rheda; Bentinck; Boemelberg; Castell; Colloredo-Mansfeld; Croÿ; Deutscher Ritterorden; Dietrichstein; Erbach; Essen und Thorn; Friedberg; Fugger; Fürstenberg; Goertz; Hessen-Homburg; Hessen-Rheinfels-Rotenburg; Hohenlohe; Hohenlohe-Langenburg-Kirchberg; Fürst von Isenburg; Graf von Isenburg; Khevenhüller-Metsch; Königsegg-Aulendorf; Leiningen; Leiningen-Billigheim; Leiningen-Neudenau; Leiningen-Westerburg; von der Leyen; Lobkowitz; Looz-Corswarem; Löwenstein-Wertheim-Freudenberg; Löwenstein-Wertheim-Rochefort; Metternich-Winneburg-Ochsenhausen; Oettingen-Wallerstein; Ortenburg; Quadt; Rechteren; Rheingrafen; Salm-Horstmar; Salm-Kyrburg; Salm-Reifferscheidt-Dyck; Salm-Reifferscheidt-Krautheim; Salm-Salm; Schaesberg; Schlitz; Schönborn-Wiesentheid; Schönburg-Waldenburg; Schwarzenberg; Sinzendorf; Solms-Braunfels; Solms-Laubach; Stadion-Thannhausen; Stolberg; Thurn und Taxis; Toerring-Gutenzell; Truchsess von Waldburg-Wolfegg-Waldsee; Truchsess von Waldburg-Zeil-Zeil-Trauchburg; Wartenberg-Rot; Wied-Neuwied; Wied-Runkel; Windisch-Graetz; Wittgenstein-Berleburg; Wittgenstein-Wittgenstein

### Delegationen mit partikularen Interessen (28)
Fürstbistum Basel; Fürstentum Pruntrut; Fürstabtei St. Gallen; Deutsche Katholiken; Frankfurter Katholiken; Königlich Preußischer St. Johanniter-Orden vom Spital zu Jerusalem; Stadt Bergamo; Stadt Biel; Stadt Como; Stadt Cremona; Stadt Danzig; Stadt Kreuznach; Stadt Mailand
Stadt Mainz (2 Personen)Franz von Kesselstatt, Heinrich von Mappes
Bremer Juden; Frankfurter Juden; Hamburger Juden; Lübecker Juden; Deutsche Buchhändler; Ostfriesische Landschaft; Bürger von Solms-Braunfels; Herzogtum Bouillon; Ehemaliger Graf von Bormio (Worms); Ehemaliger Herzog von Piombino; Ehemaliger Fürst von Elba; Ehemalige Königin von Etrurien; Beamte des Großherzogtums Frankfurt